# Шаєва гора
Ша́єва гора́ — державне заповідне урочище в Черкаському районі Черкаської області.
Створене рішенням Черкаської обласної ради від 08.04.2000 р. № 15-4. Має площу 24,2 га. Керуюча організація — Степанківська сільська громада. Призначення урочища — збереження лісостепового ландшафту у Центральнопридніпровський височині, а саме у Черкасько-Чигиринському фізико-географічному районі. Заповідне урочище виконує роль буферної зони Тясминського регіонального екологічного коридору.

## Загальна характеристика

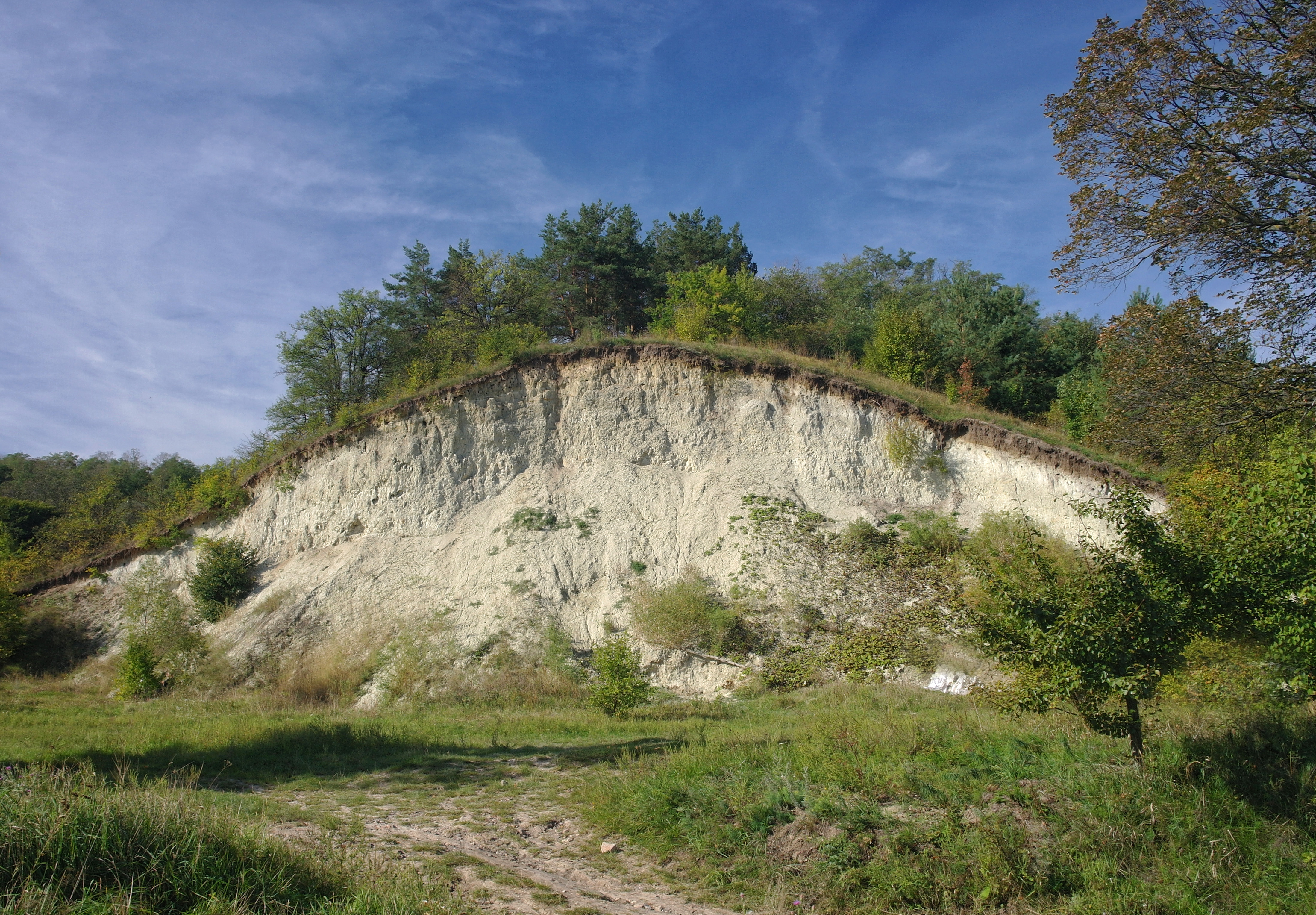
Виходи глини

Урочище «Шаєва гора» — унікальний природний комплекс, що являє собою горбистий ландшафт, що простягається понад річкою Тясмин, степову рослинність та штучні насадження (соснові, робінієві, грабові) другої половини ХХ ст. На території урочища поширені рослини і тварини, занесені до Червоної книги України, зокрема: гніздівка звичайна, ковила пірчаста, подалірій, вусач мускусний, жук-олень, мнемозина, махаон, ящірка зелена та інші.
Археологічна пам'ятка поселення скіфської доби. Тут археологами було знайдено багато скіфських поховань, а біля них знаряддя та різні речі із каменю, кісток, бронзи.
За історичними переказами — табір російської імператриці Катерини ІІ під час поїздки по Потьомкінським селам.

## Правила поведінки

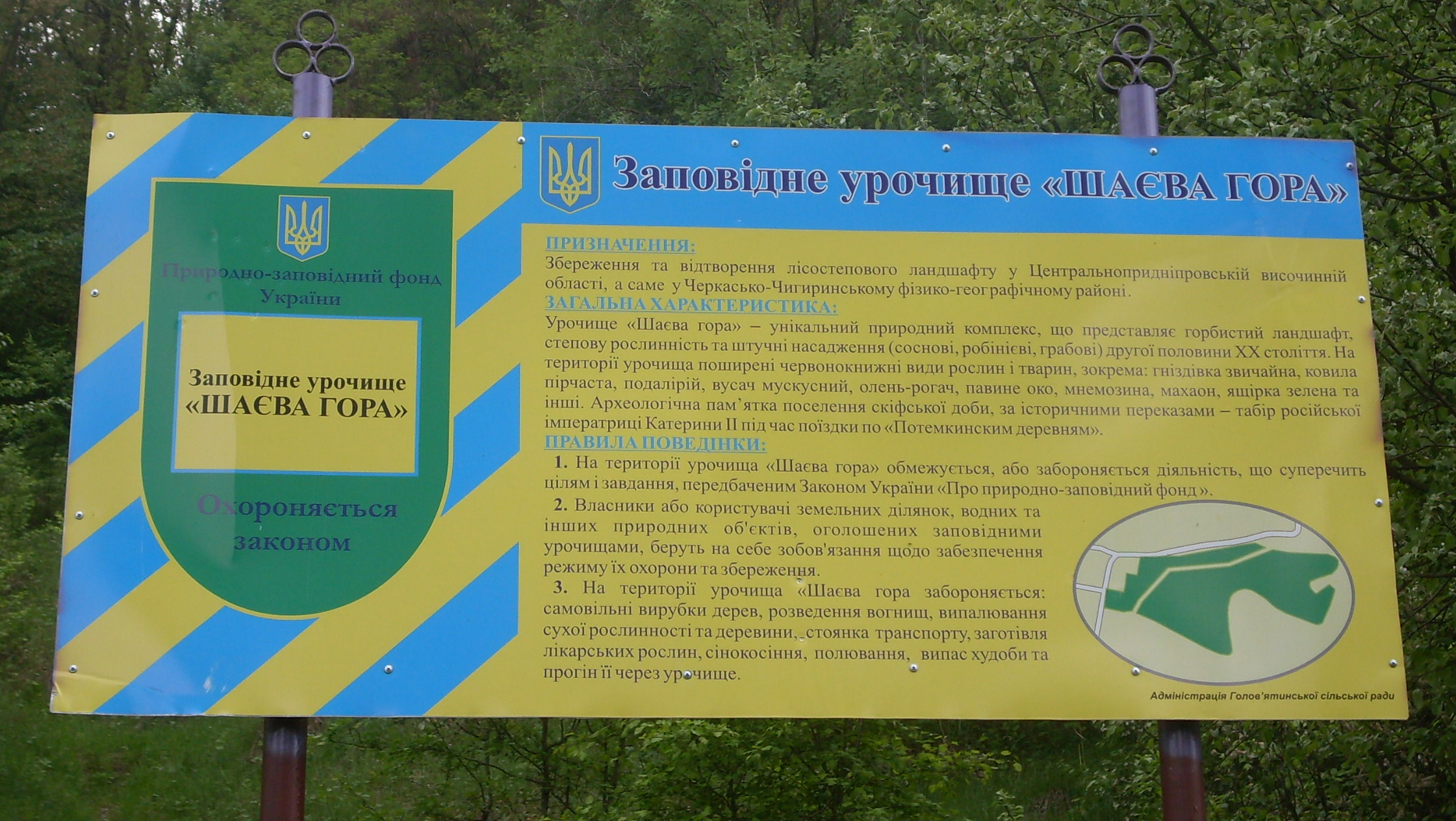
Інформаційний стенд

На території урочища забороняється: самовільні вирубки дерев, розведення вогнищ, випалювання сухої рослинності та дерев, стоянка транспорту, заготівля лікарських рослин, сінокосіння, полювання, випас худоби та прогін її через урочище.

## Паломництво
Біля підніжжя гори розташовано джерело, якому приписують цілющі властивості. Віруючі вважають Шаєву гору «місцем сили», «Малим Афоном», тому на горі влаштовано різноманітні сакральні знаки — хрести тощо, а на самій горі проводять релігійні ритуали. 